# Кафедральный дом (Вавель)

Расположение на карте Вавеля

Кафедральный дом или Дом Рорантистов и Мансионаров (пол. Dom Katedralny, Dom Rorantystów i Mansjonarzy) — здание на территории Вавеля, примыкающее с севера к оборонительной стене замка и располагающееся между зданием бывшей Духовной семинарии и воротами Вазов.
Здание состоит из двух частей. Восточная часть здания называется Королевским домом и западная часть — Домом Мансионаров. 
Королевский дом был построен в 1381 году во времена правления польского короля Казимира III и первоначально был предназначен для хранения зерна. С первой половины XVI века часть дома занимали жилые комнаты для рорантистов, которые проводили специальные богослужения в часовне Сигизмунда.
Западная часть дома была построена на рубеже XIV и XV веков. В 1724 году эта часть дома была отремонтирована по инициативе краковского епископа Константы Фелициана Шанявского по проекту архитектора Каспера Бажанки специально для Коллегии мансионаров, которые проводили богослужения в Мариацкой часовне. Коллегия мансионаров была основана краковским епископом Завишей Курозвенцким в 1382 году. В 1904 году Дом мансионаров был отремонтирован под руководством архитектора Зигмунта Генделя по проекту Славомира Одживольского.
В настоящее время большую часть здания занимает Кафедральный музей имени Иоанна Павла II. В нём также находятся жилые квартиры духовенства и служащих собора святых Станислава и Вацлава.